# Black Velvet (album Allane Myles)
Black Velvet je peti studijski album kanadske pjevačice Alannah Myles. 

## Popis pjesama
1. "Black Velvet" - (4:42)
2. "Comment Ca Va" - (5:22)
3. "Prime Of My Life" - (4:05)
4. "Only Wings" - (4:29)
5. "Leave It Alone" - (4:48)
6. "Anywhere But Home" - (3:02)
7. "Faces In The Crowd" - (3:19)
8. "Give Me Love" - (4:21)
9. "What Is Love" - (3:26)
10. "I Love You" - (4:38)
11. "Trouble" - (5:12)